# Terrapene nelsoni
Terrapene nelsoni là một loài rùa trong họ Emydidae. Loài này được Stejneger mô tả khoa học đầu tiên năm 1925.

## Hình ảnh